# Władysław Dworakowski

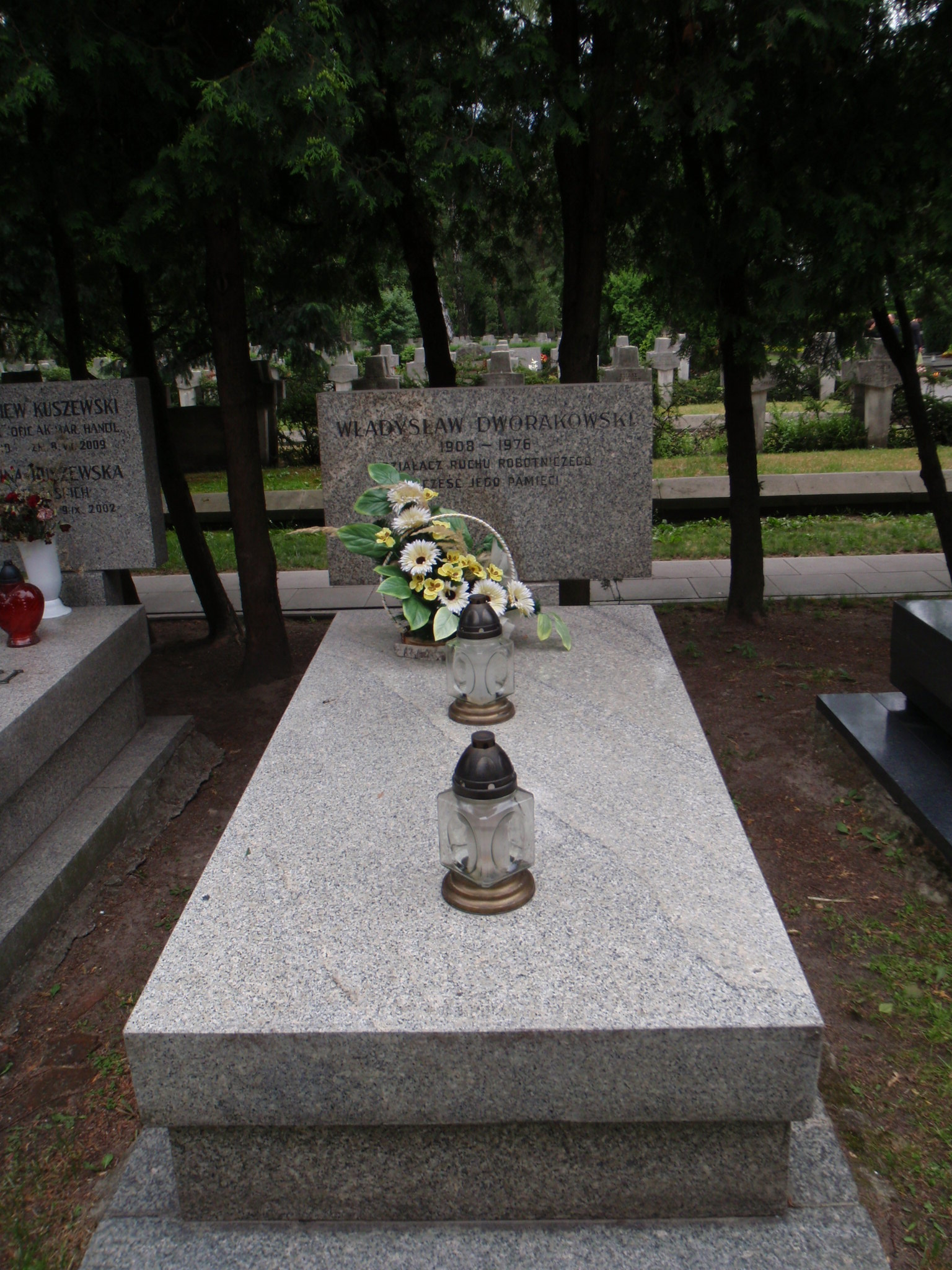
Grób Władysława Dworakowskiego na Cmentarzu Wojskowym na Powązkach w Warszawie

Władysław Dworakowski (ur. 10 września 1908 w Oblasach, zm. 17 listopada 1976 w Warszawie) – polski ślusarz i polityk komunistyczny. Poseł do Krajowej Rady Narodowej, na Sejm Ustawodawczy oraz na Sejm PRL I kadencji, członek Biura Politycznego KC PZPR, przewodniczący Komitetu do spraw Bezpieczeństwa Publicznego przy Radzie Ministrów (1954–1956), w latach 1952–1954 wiceprezes Rady Ministrów.

## Życiorys
Syn Józefa , urodził się w rodzinie dworskich fornali, uzyskał wykształcenie zawodowe. Pracował w przemyśle w zawodzie ślusarza, w tym również w trakcie II wojny światowej. Od 1931 do 1934 był członkiem Komunistycznego Związku Młodzieży Polski, od 1934 do 1938 Komunistycznej Partii Polski (członek koła dzielnicowego Praga), następnie w 1942 wstąpił do Polskiej Partii Robotniczej , a w 1948 wraz z nią przystąpił do Polskiej Zjednoczonej Partii Robotniczej. Od 1941 do 1942 należał do Stowarzyszenia Przyjaciół ZSRR, należał do Armii Ludowej. Brał udział w powstaniu warszawskim pod pseudonimem Władek. 
W PPR był sekretarzem Komitetu Dzielnicowego Grochów (1942–1944), kierownikiem wydziału personalnego (1945) i sekretarzem (1945–1947) Komitetu Warszawskiego, przewodniczącym Centralnej Komisji Rewizyjnej (1945), członkiem (1945–1948) i członkiem sekretariatu (1948) Komitetu Centralnego oraz I sekretarzem komitetu gdańskiego (1945–1947) i łódzkiego (1948). W PZPR był członkiem Biura Organizacyjnego (1948–1954), kierownikiem Wydziału Organizacyjnego (1950–1952), członkiem (1948–1959) i sekretarzem (1954–1955) Komitetu Centralnego, a także członkiem Biura Politycznego KC PZPR (1954–1956). Ponadto pełnił funkcję I sekretarza Komitetu Łódzkiego (1948–1950) i Komitetu Wojewódzkiego w Łodzi (1949–1950).
Pełnił mandat poselski do Krajowej Rady Narodowej, na Sejm Ustawodawczy oraz na Sejm PRL I kadencji. Uchwałą Rady Państwa z 25 sierpnia 1952 został powołany na stanowisko sekretarza Państwowej Komisji Wyborczej. Od 21 listopada 1952 do 18 marca 1954 był wiceprezesem Rady Ministrów, a od 14 grudnia 1954 do 30 marca 1956 przewodniczącym Komitetu do spraw Bezpieczeństwa Publicznego przy Radzie Ministrów. Uważany za wpływową postać wśród „natolińczyków” podczas walki o władzę w kierownictwie PZPR w latach pięćdziesiątych.
W 1959 powrócił do zawodu ślusarza. W późniejszym okresie był jednym z liderów założonej przez Kazimierza Mijala KPP. 
Zmarł 17 listopada 1976. Został pochowany z honorami państwowymi 20 listopada 1976 na Cmentarzu Wojskowym na Powązkach w Warszawie (kwatera B4-Tuje-20). Z ramienia kierownictwa PZPR w pogrzebie udział wzięli m.in. sekretarz KC PZPR Zdzisław Żandarowski oraz kierownik Wydziału Prasy, Radia i Telewizji Kazimierz Rokoszewski. Przemówienie pożegnalne w imieniu KC PZPR wygłosił członek Prezydium Centralnej Komisji Rewizyjnej PZPR, wiceminister ds. kombatantów Stanisław Kujda.

## Ordery i odznaczenia
- Order Sztandaru Pracy I klasy
- Złoty Krzyż Zasługi (5 kwietnia 1946)[9]
- Medal za Warszawę 1939–1945 (17 stycznia 1946)[10]
- Złota Odznaka honorowa „Za Zasługi dla Warszawy” (1967)[11]